# Обо (Магаданська область)
Обо (рос. Старый Ветреный) — селище в Тенькінському районі Магаданської області Росії.

## Історія
Спочатку отримав назву Вітряний за однойменним струмком, який, своєю чергою, так назвали геологи, що проводили тут шліхове випробування, під час яких у долині дув сильний вітер.
Був заснований 1937 року на лівому березі річки Обо між гирлами струмків Вітряний і Журавлиний як база золотої копальні «Вітряна» та мав ту саму назву. Більшу частину жителів становили ув'язнені Теньлага. 1957 року селище перейменували на Обо, а Вітряним назвали селище, що розташоване за 12 км на захід. Обидва селища стали належати до новоствореної копальні «40 років Жовтня».
Особливістю Обо була його вкрай важка транспортна доступність. Повноцінна автодорога з'явилася тут тільки до кінця 1960-х рр. У 1991 році в селище з Усть-Омчуга була побудована нова 104-кілометрова дорога, оскільки частина старої дороги потрапляла в зону затоплення Колимським водосховищем.
В Обо діяли початкова школа, фельдшерський пункт, клуб, лазня, магазин, їдальня. Чисельність населення становила близько 300 осіб.
У 1995 році копальня припинила роботу. Селище визнали неперспективним, майже всі жителі покинули його. На 2013 рік у селищі фактично проживало 4 людини. У літню пору на період промивного сезону сюди також заїжджають старателі.